# Asellus latifrons
Asellus latifrons és una espècie de crustaci isòpode pertanyent a la família dels asèl·lids.

## Hàbitat i distribució geogràfica
Viu en masses d'aigües poc fondes i entre plantes submergides a la Sibèria Occidental.